# Велике герцогство
Велике герцогство — це країна або територія, офіційним главою держави чи правителем якої є монарх, що носить  

Люксембург — сучасне велике герцогство

титул великого герцога чи великої герцогині. Нині єдине велике герцогство у світі — Люксембург. Термін до скасування Священної Римської Імперії у 1806 роцу був відносно рідкісним, цей термін часто використовувався в офіційній назві країн, менших за більшість континентальних королівств сучасної Європи (наприклад, Угорщина, Кастилія, Англія), але більших, ніж більшість суверенних герцогств у складі Священної Римської Імперії (серед них наприклад Ангальт, Лотарингія, Модена, Шлезвіг-Гольштейн). За час правління Священної Римської імперії існувало лише два великих герцогства, обидва розташовані в імперській Італії: Тоскана (проголошена такими в 1569 році) і Савоя (у 1696 році). У 19 столітті в Європі існувало відразу 14 великих герцогств (деякі з яких спочатку були створені як ексклави Наполеонівської Франції, але пізніше відтворені, зазвичай з іншими кордонами, при правлінні іншої династії). Деякі з них були суверенними та номінально незалежними (Баден, Гессен і Рейн, Мекленбург-Шверін, Мекленбург-Стреліц, Ольденбург, Саксен-Веймар і Тоскана), деякі суверенні, але утримувалися в особистому союзі з монархом більшої держави, чиє велике герцогство носило допоміжний титул (Фінляндія, Люксембург, Трансильванія), деякі з яких були клієнтами більш могутнього царства (Клевс і Берг), а деякі, чиї територіальні межі були номінальними, а посада — чисто титульною (Франкфурт).

## Люксембург
Єдине велике герцогство, яке існує і понині — Люксембург. Воно відновило незалежність від наполеонівської Франції і стало суверенним великим герцогством у 1815 році за рішенням Віденського конгресу, який розглядав політичні наслідки Наполеонівських воєн.
Щоб стати достатньою противагою Франції, Конгрес вирішив надати гідність Великого герцога Люксембургу монарху новоствореного Сполученого Королівства Нідерландів, до складу якого входять нинішні Нідерланди та Бельгія. Люксембург залишався в особистому союзі з короною Нідерландів до 1890 року, коли Вільгельм III, король Нідерландів і великий герцог Люксембургу, помер, не залишивши спадкоємця. Його наступником на голландському троні стала його дочка Вільгельміна, але вона не могла стати великою герцогинею Люксембургу відповідно до напівсалічного закону, встановленого Віденським конгресом. З точки зору закону, великокнязівський престол мав передаватися чоловікам. Якби в певній гілці дому Нассау не було спадкоємців чоловічої статі, трон перейшов би до наступного в черзі з будь-якої з інших гілок. Це призвело до того, що титул великого герцога був наданий далекому двоюрідному брату Вільгельма III, Адольфу, зі старшої гілки Нассау-Вайльбурга (нині Люксембург-Нассау). Нинішнім монархом є Анрі, великий герцог Люксембургу з 2000 року.

## Великі герцогства минулого
Сучасні незалежні республіки Фінляндія та Литва були великими князівствами в певні епохи своєї історії.
Те ж саме стосується основної держави, яка в кінцевому підсумку стане Російською імперією: Великого князівства Московського. Велике герцогство Тоскана (1569–1860, частина Італії пізніше).

## Походження

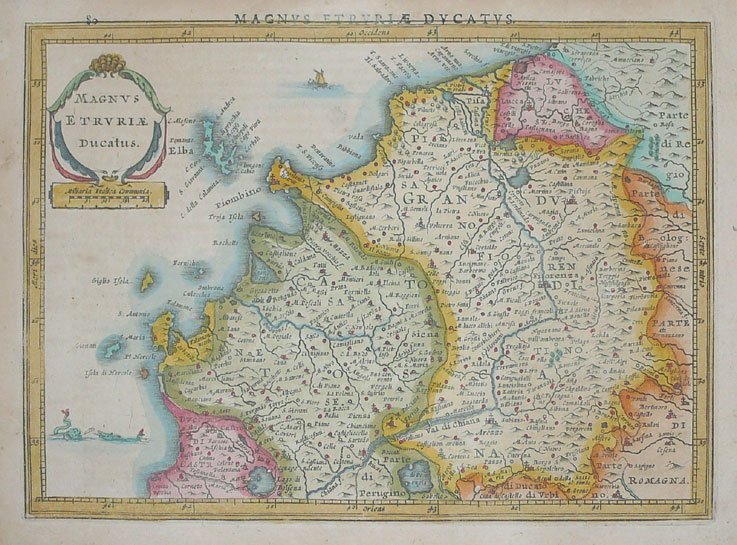
Велике герцогство Тосканське (1569–1860, пізніше частина Італії)

Термін «велике герцогство» винайдений доволі пізно, уперше використаний у Західній Європі у 1569 році (Тоскана), щоб позначити або території особливо могутнього герцога, або території, що мають велике значення в політичних, економічних чи військових питаннях, але не достатній розмір або значення, щоб бути визнаними на міжнародному рівні як королівство.
Наприкінці Середньовіччя кількість герцогств збільшилася до такої міри, що включала середні міста або відносно невеликі феодальні володіння, порівняно з національними, досередньовічними племінними провінціями. Як наслідок, потрібен був новий титул, щоб розрізнити важливі та неважливі регіональні влади: народився титул великого князя.
Одним із перших прикладів було неофіційне використання титулу для герцогів Бургундії, яким майже вдалося сформувати нове королівство в історичній області під назвою Лотарингія, що складається з сучасної Східної Франції (Бургундія, Франш-Конте, Ельзас, Лотарингія, Шампанське), а також більшість нинішніх Бельгії, Нідерландів та Люксембургу (Бенілюкс). Першою монархією, офіційно названою «великим герцогством», був суверенітет Медічі над Тосканою під сюзеренітетом імператорів Священної Римської імперії, перші правителі отримали цей титул у 1569 році. Тоскана залишалася Великим герцогством до 1860 року, поки не була анексована Королівством Сардинія, якій вдалося створити об'єднане Італійське королівство.
У 1696 році Герцогство Савойське стало Великим герцогством Савойським, коли його герцог був підвищений до великого герцога наказом імператора. Цей титул був необхідним хабаром, щоб Савоя приєдналась до решти імперських держав під час Дев'ятирічної війни проти Франції. З 1713 року основним титулом правителя савойської держави став «король» (на короткий час Сицилії, а потім Сардинії з 1720 року). 
Велике князівство Литовське мало виборного монарха з 1569 року і перебувало під тривалим пануванням польської корони, поки обидві монархії не були знищені в 1795 році спільною інтервенцією Росії, Пруссії та Австрії.
На початку дев’ятнадцятого століття Наполеон I час від часу використовував титул «велике герцогство» для кількох французьких держав-сателітів, наданих його родичам або генералам. Інші союзники покинули орбіту Священної Римської імперії, щоб приєднатися до формально незалежного Рейнського союзу Наполеона. Піднесення цих васалів до титулу великого князя зазвичай супроводжувалося розширенням їхніх царств з додатковими територіями, зібраними за рахунок підкорених держав, таких як Пруссія. Хоча Наполеон зазнав поразки в битві під Ватерлоо та більшість його нещодавно створених держав-сателітів скасований, Віденський конгрес відновив деякі з попередніх суверенних герцогств і князівств, а інші визнав великими герцогствами. В результаті в 19 столітті у Центральній Європі виникла нова група великих герцогств, таких як герцогства Гессен, Баден і Ольденбург.
Історично в Європі суверенний великий князь був одним із найвищих рангів серед спадкових правителів після імператора та короля і був рівним званням князя-курфюрста; зараховуючи до королівських осіб, тобто до європейських правителів, а в Німеччині — до панівної знаті (Hochadel). Правильною формою звертання (також для спадкоємця та його дружини) є Королівська Високість (HRH).

## Пов'язані назви
У кількох балто-слов'янських мовах (зокрема українській, литовській, російській та ін.), термін, який часто перекладається англійською як «великий князь», буквально означає великий князь, оскільки ці мови насправді не відрізняли князя від герцога. У деяких західноєвропейських мовах (англійській, французькій, іспанській, італійській, португальській тощо) термін «великий князь» був рідкісним або взагалі не існував, використовувався для позначення деяких правителів Росії, Трансильванії чи Тоскани до 19 століття. У німецькій та скандинавській мовах обидва титули співіснують: Großherzog («великий герцог») і Großfürst («великий князь»), і використовуються для розрізнення, відповідно, правлячого великого князя та юнкера російської імператорської родини.
У Німеччині використання титулу розширилося після 1815 року, але великий князь перекладає два різних титулу німецького походження. У німецькій мові є два різних слова для того, що англійською мовою називають принцом: одне використовується для позначення члена династії монарха (Prinz), а інше зазвичай носить сучасний суверенний спадковий правитель високого рангу (Fürst). Виходячи з середньовіччя, великі князі литовські та історичних руських держав, а також інші східноєвропейські князі та пізніші російські династи іменувалися титулом Великий Князь (нім. Großfürst), чий дослівний переклад англійською означає «великий принц», а не «великий герцог».
Вважається, що титул Магнус Дукс або «великий князь» (лит. Didysis kunigaikštis) використовувався правителями Литви, а після того, як правителі з династії Ягеллонів стали королями Польщі, пізніше він був знайдений серед титулів, які використовували королі Речі Посполитої. Польські королі шведського дому Васи також використовували цей великокняжий титул для своїх непольських територій.
Молодші члени династій історичних великих герцогств у Німеччині іноді носили стиль Високості, іноді стиль Великого Герцогства, і продовжували надаватися цим стилям після монархії через люб'язність у таких довідкових роботах, як Альманах де Гота та Пір Берка.

## Список
До наполеонівських воєн у Європі були визнані лише два великих герцогства (чотири, якщо рахувати Фінляндію та Литву, оскільки їхні титули офіційно перекладалися як такі). Обидва були в Італії, і обидва були піднесені до цього статусу імператорами Священної Римської імперії, які були їхніми номінальними сюзеренами:
- Велике герцогство Тосканське (1569–1860, згодом увійшло до складу Королівства Італія)
- Велике герцогство Савойське (1696-1847, об'єднане у Велике королівство Сардинія, яке згодом увійшло до складу Королівства Італія)

Інші держави, чиї назви перекладаються як «велике герцогство» англійською, були, власне, великими князівствами:
- Велике князівство Литовське (засноване 1251 р., у персональній унії з Польським королівством у 1386-1795 рр.)
- Велике герцогство Фінляндське (піднято зі статусу герцогства у 1580-1809 рр. у складі Шведської імперії; завойоване Російською імперією та утримувалося в персональній унії 1809–1919 рр. Під час Жовтневої революції стала незалежною Фінляндською Республікою в 1917 р.)
- Велике князівство Московське
- Велике князівство Київське
- Велике князівство Рязанське
- Велике князівство Руське
- Велике князівство Трансильванія (1765–1867) — королівство угорської корони, а після 1804 року — австрійська корона.

Під час Наполеонівських воєн кілька малих герцогських титулів так підвищилися, а між тим часом і Першою світовою війною в Європі було багато великих герцогств. Деякі були створені в епоху Наполеона, інші були визнані Віденським конгресом і були членами-засновниками Німецької конфедерації.
- Велике герцогство Берг (1806–1813, згодом увійшло до складу Пруссії)
- Велике герцогство Вюрцбург (1806–1814, згодом увійшло до складу Баварії)
- Велике герцогство Баден (1806–1918, приєднання до Німецької імперії в 1871)
- Велике герцогство Гессен (1806–1918, приєднання до Німецької імперії в 1871 році)
- Велике герцогство Фульда (1816–1866) частина курфюрства Гессена, анексована Пруссією в 1866 році)
- Велике герцогство Франкфуртське (1810–1813, згодом у складі кількох німецьких держав)
- Велике герцогство Нижнього Рейну (1815–1822 рр. у складі Пруссії)
- Велике Герцогство Люксембург (з 1815 року в персональній унії з Нідерландами до 1890 року)
- Велике герцогство Мекленбург-Шверін (1815–1918, приєднання до Німецької імперії в 1871 році)
- Велике герцогство Мекленбург-Стреліцьке (1815–1918, приєднання до Німецької імперії в 1871 році)
- Велике герцогство Позенське (1815–1848 у складі Пруссії)
- Велике герцогство Саксен-Веймар-Айзенах (1815–1918, приєднання до Німецької імперії в 1871 році)
- Велике герцогство Ольденбурзьке (1829–1918, приєднання до Німецької імперії в 1871 році)
- Велике князівство Краківське (1846–1918 в персональній унії з Австрією, частиною Польщі)

Термін «велике князівство» часто, але неправильно, вживається щодо польської держави, що існувала між 1807 та 1813 роками, яка фактично була Варшавським герцогством.

## Метонімія
У Бельгії Grand-Duché (від франц. «велике герцогство») часто використовується як метонім для позначення сусідньої країни, Великого Герцогства Люксембург. Ця практика допомагає уникнути плутанини з сусідньою бельгійською провінцією Люксембург, тобто валлонською частиною Люксембургу, яка була анексована Бельгією в 1839 році.